# Mercury Meteor
Der Mercury Meteor ist ein PKW-Modell der zum Ford-Konzern gehörenden US-amerikanischen Automarke Mercury, das von 1961 bis 1963 in zwei Generationen gebaut wurde. Die einzelnen Generationen waren in unterschiedlichen Marktsegmenten positioniert. Die Modellbezeichnung Meteor war von einer Ford-Marke entliehen, die seit 1948 in Kanada verkauft wurde.

## Der US-amerikanische Mercury Meteor

### Mercury Meteor (1961)
Die erste Generation des US-amerikanischen Mercury gehörte zu den Full Size Cars. Ihr Entstehen ist eng mit der Einstellung der Ford-Marke Edsel verbunden.
1958 hatte Ford die Marke Edsel eingeführt, die zwischen den Marken Ford und Mercury positioniert war. Die Modelle von Ford und Edsel teilten sich drei Jahre lang die Technik und wesentliche Teile der Karosserie, während Mercury mit eigenen, größeren Autos auf dem Markt vertreten war. Für das Modelljahr 1961 waren bereits einige von Ford-Produkten abgeleitete Edsel-Modelle entwickelt worden. Bevor ihre Fertigung begann, entschied sich das Ford-Management dazu, die nachhaltig erfolglose Marke Edsel nicht mehr fortzuführen. Die ursprünglich als 1961er Edsels geplanten Modelle kamen stattdessen unter der Marke Mercury auf den Markt. Zugleich gab Mercury seine eigenen, größeren Produkte auf. Das führte faktisch zu einem Downsizing der Mercury-Modelle.
1961 bestand Mercurys Full-Size-Programm aus den Baureihen Meteor und Monterey. Beide Baureihen sind technisch und stilistisch weitgehend identisch; sie unterscheiden sich vor allem durch Dekor- und Ausstattungsdetails voneinander. Der Name Monterey, die Mercury bis 1960 für das einfachste und am schwächsten ausgestattete Full-Size-Modell verwendet hatte, bezeichnete ab 1961 Mercurys Spitzenmodell, während die Basislinie den neu eingeführten Namen Meteor erhielt. Der Meteor war damit das preisgünstige Einstiegsmodell (budget version) seiner großen Fahrzeugbaureihe.
Technisch stimmte der Meteor der Jahre 1960 und 1961 (wie der Monterey) mit dem zeitgenössischen Ford Galaxie überein. Das Auto hat einen Kastenrahmen, der dem das Ford Galaxie entspricht; im Vergleich zum Ford sind die bei Mercurys Full-Size-Modellen verwendeten Rahmen aber 2,5 cm länger. Hinten ist eine Starrachse mit Schraubenfedern installiert. Die Karosserien bestehen aus gepresstem Stahlblech. Erhältlich waren geschlossene zwei- und viertürige Stufenhecklimousinen mit und ohne Mittelpfosten.
Als Antrieb waren ein Reihensechszylinder- und mehrere Achtzylinder-V-Motoren erhältlich: Ein Reihensechszylinder mit 3654 cm³ (170 cui) Hubraum und einer Höchstleistung von 135 PS, sowie Achtzylindermotoren mit 4785 cm³ Hubraum (292 cui, 175 PS), 5768 cm³ (352 cui; 220 PS) und 6390 cm³ (390 cui; 300 PS). Der 4,8 Liter große Achtzylinderblock war die Standardmotorisierung. An Getrieben standen ein Drei- und ein Viergang-Schaltgetriebe und die Merc-O-Matic genannte Automatik zur Verfügung.
Erhältlich waren die Ausstattungslinien Meteor 600 und Meteor 800. Nur letztere Reihe gab es wahlweise als Hardtop ohne Mittelpfosten.
Der zweitürige Meteor 800 kostete 1961 ab Werk 2713 US-$. Damit war er etwa 200 US-$ teurer als der vergleichbare Ford Galaxie, andererseits aber auch etwa 200 US-$ günstiger als der baugleiche, aber besser ausgestattete Mercury Monterey. 1961 baute Mercury 53.122 Fahrzeuge vom Typ Meteor; ihnen standen 50.128 Montereys gegenüber.

### Mercury Meteor (1962–1963)
Ab 1962 bezeichnete Meteor die Mercury-Version des neuen, mittelgroßen Ford Fairlane. Im Angebot standen der Basis-Meteor und ein Meteor Custom als Coupé und Limousine sowie der Meteor S-33 als sportlich aufgemachte Coupé-Variante. Es kamen ein 2,8-Liter-Reihensechszylinder (102 SAE-PS/75 kW) oder V8-Motoren von 3,6 Liter (147 SAE-PS/107 kW) und 4,3 Liter Hubraum (166 SAE-PS/122 kW) zum Einsatz. 1963 wurde die Modellpalette um einen fünftürigen Kombi und ein Cabriolet erweitert.
Stückzahlen (Modelljahre):
- 1961: 53.122
- 1962: 51.862
- 1963: 50.170

Ab Modelljahr 1964 entfiel der Meteor wegen geringer Stückzahlen. Faktisch wurde er durch den Mercury Comet ersetzt, der eigentlich das nächstkleinere Modell war, aber tatsächlich war der Comet fast genauso groß wie der Meteor und machte diesen damit überflüssig.

## Die kanadische Marke Meteor
Hauptartikel: Meteor (kanadische Automarke)

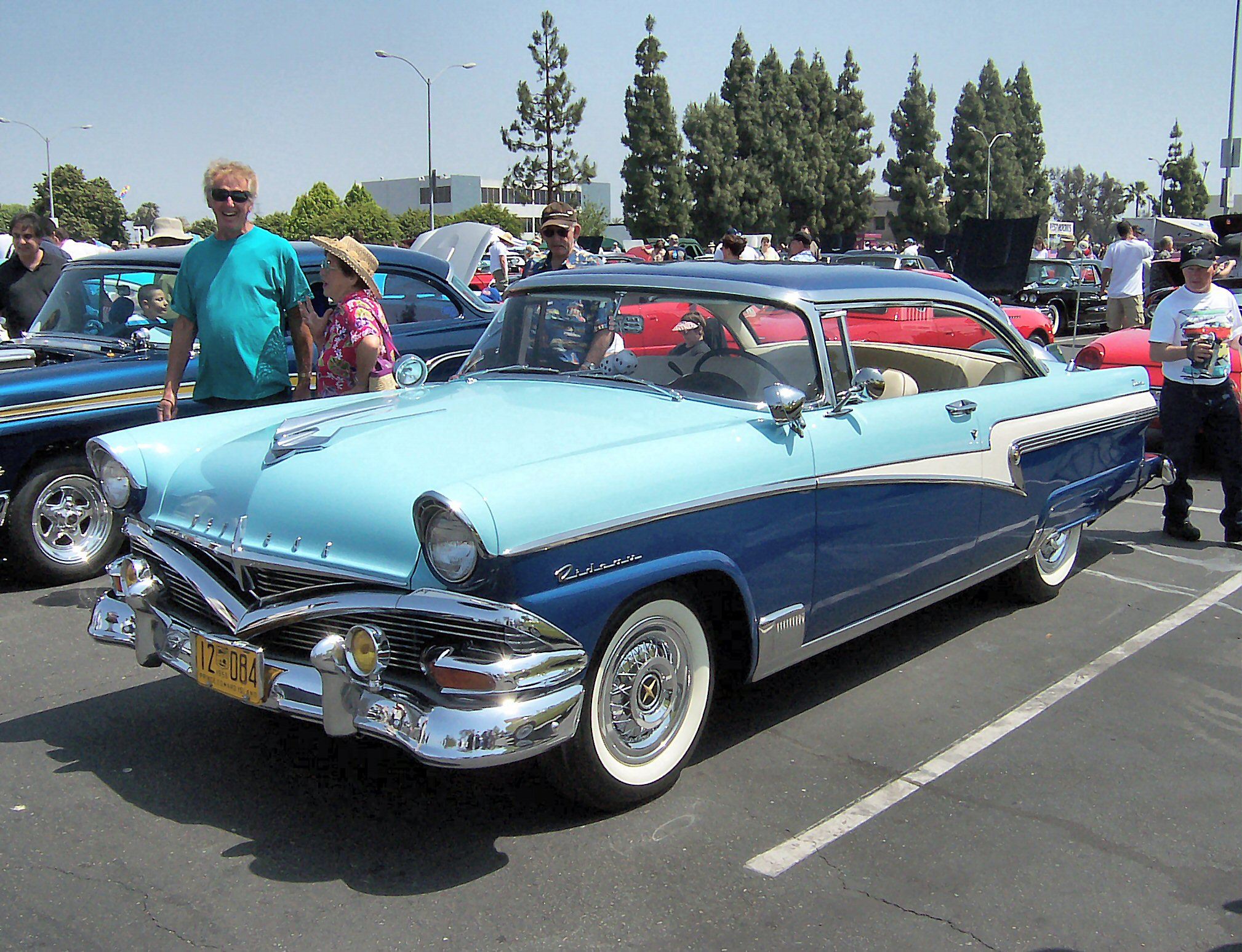
Meteor Rideau MJ 1956 aus Kanada, ein ’56er Ford mit anderem Chromschmuck

In Kanada verkauften die Mercury-Händler von Sommer 1948 bis 1961 und von 1964 bis 1976 spezielle, in den kanadischen Werken des Konzerns gebaute Ford-Modelle mit Mercury-Zierteilen unter der Marke Meteor, um auch Preisregionen unterhalb des Mercury besetzen zu können. Häufig wurden diese Hybrid-Modelle von Sechszylindermotoren angetrieben. Bis 1976 konnten 628.792 dieser Meteor in Kanada verkauft werden.
Von 1976 bis 1981 gab es zudem in Kanada einen Mercury Meteor als Einstiegsmodell in die große Mercury-Baureihe, unterhalb des Mercury Marquis angesiedelt.